# Portico di Caserta
Portico di Caserta – miejscowość i gmina we Włoszech, w regionie Kampania, w prowincji Caserta.
Według danych na rok 2004 gminę zamieszkiwało 6725 osób, 6725 os./km².